# Халле (Вестфалия)
Ха́лле (нем. Halle) — коммуна в Германии, в земле Северный Рейн-Вестфалия.
Подчиняется административному округу Детмольд. Входит в состав района Гютерсло. Население составляет 21 081 человек (на 31 декабря 2010 года). Занимает площадь 69,29 км². Официальный код — 05 7 54 012.
Коммуна подразделяется на 6 сельских округов.